# MirrorMask
MirrorMask är en brittisk film från år 2005 som är regisserad av Dave McKean. 

## Handling
Stephanie Leonidas spelar flickan Helena, som jobbar på sina föräldrars cirkus då modern (Gina McKee) plötsligt kollapsar. Helena skyller delvis på sig själv och en natt hamnar hon in i en värld skapad ur hennes egna teckningar. En värld som hon är säker på att hon drömmer ihop.
I drömvärlden träffar hon Valentine (Jason Barry), en jonglör, som söker efter en partner efter att skuggorna tagit hans senaste. Tillsammans med Valentine söker Helena orsaken till skuggorna som tar över världen och försöker stoppa det.

## Rollista (i urval)
- Stephanie Leonidas - Helena
- Jason Barry - Valentine
- Rob Brydon - Morris Campbell
- Gina McKee - Joanne Campbell
- Simon Harvey - Sphinx
- Eryl Maynard - Mrs. Bagwell

## Soundtrack
Låtar som hörs i filmen:
- Josefine Cronholm - Close To You
- Iain Ballamy & Stian Carstensen - My Waltz For Newk
- Josefine Cronholm & Ashley Slater - If I Apologise